# Campbell-Zwerghamster
Der Campbell-Zwerghamster (Phodopus campbelli) wird als Unterart dem Dsungarischen Zwerghamster oder wie hier als Art der Phodopus-sungorus-Gruppe zugeordnet.
Er bewohnt die Steppen und Halbwüsten der Mongolei, des nordöstlichen Chinas sowie Dauriens, Tuwas und des Altai im südlichen Sibirien und ist nicht gefährdet.
Der Campbell-Zwerghamster wird acht bis zehn Zentimeter lang.
Das weiche Fell der Oberseite ist gräulich-braungelb mit einem dunklen Aalstrich. Das Fell der Unterseite ist cremefarben-braungelb und verläuft an den Körperseiten in drei braungelben Bögen nach oben.
Der selbstgegrabene Bau des Campbell-Zwerghamsters besteht aus einem horizontalen Gang mit Nestkammer, in den mehrere vertikale Schächte münden. Häufig bewohnt er die Baue anderer Kleinsäuger.
Er ernährt sich hauptsächlich von Pflanzensamen, weniger von Insekten.
Der Campbell-Zwerghamster wird als Heimtier gehalten und in vielen Farbvarianten gezüchtet. Er ist auch als Versuchstier im Einsatz. Die University of Alaska Anchorage entdeckte dabei, dass beim Campbell-Zwerghamster trotz Blutalkoholkonzentrationen von über sieben Gramm pro Kilogramm Körpergewicht keine Bewegungsstörungen auftreten.

## Körpermerkmale

### Körpermaße
Die Kopf-Rumpf-Länge des Campbell-Zwerghamsters beträgt 80 bis 103 Millimeter, die Länge des Schwanzes 4 bis 14 Millimeter. Die Hinterpfoten sind 12 bis 18 Millimeter lang, die Ohrmuscheln 13 bis 15 Millimeter.
Zum Körpergewicht des Campbell-Zwerghamsters in der Natur gibt es nur wenige Angaben.
Zimmermann (1964) gibt das durchschnittliche Gewicht nahe Manjur und dem Hulun-See in der nördlichen Mandschurei gefangener Hamster mit 23,4 Gramm an.
Nach Herberg und Mitarbeitern (1980) beginnen Männchen unter natürlichen Bedingungen nach 45 Tagen größer zu werden als Weibchen und haben nach 145 Tagen ein statistisch signifikant höheres Gewicht.
Nach Sawrey und Mitarbeitern (1984) sind Männchen unter Laborbedingungen nach 35 Tagen signifikant größer als Weibchen.
| Maße in Millimetern    | Phodopus campbelli crepidatus | Phodopus campbelli campbelli |
| Kopf-Rumpf-Länge       | 102                           | 80–103                       |
| Länge des Schwanzes    |                               | 4–14                         |
| Länge der Hinterpfoten | 13,5                          | 12–18                        |
| Länge der Ohrmuscheln  |                               | 13–15                        |

### Fell und Farbe
Im Sommer ist das Fell des Campbell-Zwerghamsters auf der Oberseite gräulich-braungelb. Die Haarspitzen sind schwarz, die Haarbasis ist schiefergrau. Vom Genick bis zur Schwanzwurzel verläuft ein klar abgegrenzter, dunkelbrauner Aalstrich.
Dieser ist an der schmalsten Stelle bis zu zweieinhalb Millimeter breit.
Die Ohrmuscheln sind graubraun,
Lippen und Backen cremefarben-weiß und Kehle, Unterseite, Schwanz sowie Gliedmaßen sind cremefarben-braungelb.
Die Haare der Unterseite besitzen ebenfalls eine schiefergraue Basis.
An Schulter, Flanke und Hüfte verläuft das Fell der Unterseite in drei braungelben Bögen nach oben. Die Oberseite der Pfoten ist silbrig-weiß.
Im Winter ist das Fell der Oberseite hellgrau ohne Gelbstich.
Die Unterart Phodopus campbelli crepidatus kennzeichnen ein braungelber Schwanz, ein kürzerer Aalstrich, der zweieinhalb Zentimeter vor der Schwanzwurzel endet, eine etwas grauere Färbung sowie dunklere Kanten an der seitlichen Begrenzung des Rückenfells.
Die Augen des Campbell-Zwerghamsters sind schwarz.

### Schädel
Der Schädel des Campbell-Zwerghamsters ist kurz. Die Hirnkapsel ist verhältnismäßig groß und abgerundet.
Die Schneidezahnlöcher verlaufen parallel. Die Paukenblasen sind klein und abgeflacht mit trichterförmigen, knöchernen Eustachi-Röhren.
| Maße in Millimetern               | Phodopus campbelli crepidatus | Phodopus campbelli campbelli        |
| Länge des Schädels                | 27,0                          | 22,6–26,5                           |
| Länge des Schädels                | 25,0 (condylobasal)           | 19,2–22,7 (basal)                   |
| Länge des Gaumens                 |                               | 10,8–12,9 (palatal)                 |
| Länge der Nasenbeine              | 11,1                          |                                     |
| Breite über die Jochbögen         | 13,0                          | 11,8–14,3                           |
| Breite des Hirnschädels           |                               | 9,9–11,1 (über die Warzenfortsätze) |
| Abstand zwischen den Augenhöhlen  | 3,7                           |                                     |
| Breite über die Backenzähne       |                               | 4,6–5,2                             |
| Länge der oberen Backenzahnreihe  | 4,0                           | 3,2–3,9                             |
| Länge der unteren Backenzahnreihe |                               | 3,5–3,8                             |

## Lebensweise

### Populationsdichte
Die Populationsdichte des Campbell-Zwerghamsters ist niedrig und stabil.
In Daurien lag die Anzahl der Fänge je 100 Fallentage zwischen 1944 und 1958 auf Getreidefeldern zwischen 0,01 und 6,0.

### Bau

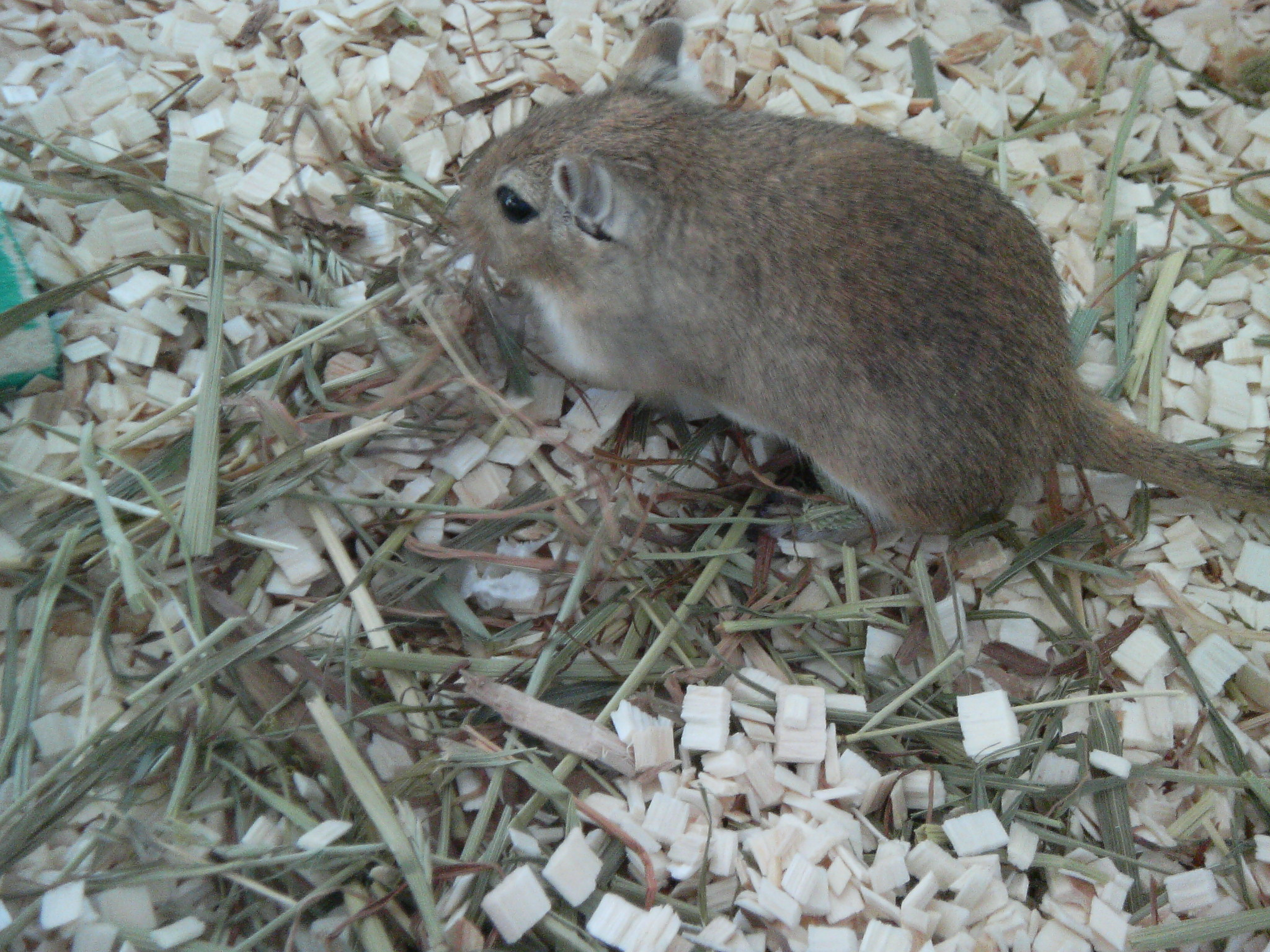
Häufig bewohnt der Campbell-Zwerghamster die Baue der Mongolischen Rennmaus.

In Daurien besteht der Bau des Campbell-Zwerghamsters aus einem horizontalen Gang mit Nestkammer, in den vier bis sechs vertikale Schächte münden. Der Gang ist bis zu einem Meter lang und die Nestkammer liegt meist 25 bis 30 Zentimeter unter der Erdoberfläche.
Das Nest besteht aus trockenem Gras und Schafwolle.
In den Hochsteppen und Halbwüsten der Barga-Hochebene in der nördlichen Mandschurei bewohnt der Campbell-Zwerghamster außerdem die Baue des Daurischen Pfeifhasen und in den Felsen und Klippen des Großen Hinggan-Gebirges die Baue des Mandschurischen Pfeifhasen.
Auf der mongolischen Hochebene, 160 Kilometer nördlich von Zhangjiakou zieht er die Baue der Mongolischen Rennmaus selbstgegrabenen Bauen vor.

### Ernährung
Die Ernährung des Campbell-Zwerghamsters variiert in verschiedenen Teilen seines Verbreitungsgebiets sowie von Jahr zu Jahr und ähnelt der Ernährung des teilweise im gleichen Gebiet lebenden Daurischen Zwerghamsters.
In Daurien stellt Peschkow (1960) den Verzehr der Samen von 51 Pflanzenarten fest. An erster Stelle stehen die Samen von Haar-Pfriemengras, wildem Lauch, den Schwertlilien Iris ruthenica und Iris flavissima sowie Hohlzahn. Daneben werden die Samen von Fingerkräutern, Kuhschellen, Thermopsis, der Kreuzblume Polygala sibirica, Kalidium sinense und Seggen sowie Insekten, besonders Käfer, verspeist.
In Tuwa stellen Flint und Golowkin (1961) den Verzehr der Samen von zehn Pflanzenarten und -gattungen fest. An erster Stelle stehen die Samen von Fingerkräutern, Salpeterkräutern, Pfriemengräsern, Aneurolepidum sowie Seggen. Tierliche Nahrung wird in geringeren Mengen verspeist, vegetative Pflanzenteile fast gar nicht. So stellen Flint und Golowkin bei über 90 Prozent der mit gefüllten Backentaschen gefangenen Hamster pflanzliche Nahrung fest, tierliche Nahrung dagegen nur bei 50 Prozent.
Von den 51 in Daurien im Nahrungsspektrum des Campbell-Zwerghamsters festgestellten Pflanzenarten finden sich 36 auch beim Daurischen Zwerghamster, von den zehn in Tuwa festgestellten Arten und Gattungen finden sich neun. Das Nahrungsspektrum der daurischen und das der tuwinischen Population des Campbell-Zwerghamster weisen dagegen lediglich vier gemeinsame Arten auf.
Die Backentaschen eines nahe Manjur in der nördlichen Mandschurei gefangenen Männchens enthielten 120 Pflanzensamen sowie einen Rüssel des Käfers Pacephorus umbratus.
|                             | Daurien                                                                                           | Daurien                                                                                           | Daurien                                                                                           | Daurien                                                                                           | Tuwa                                                                                              | Tuwa                                                                                              |
|                             | 1953                                                                                              | 1955                                                                                              | 1956                                                                                              | 1957                                                                                              | 1958                                                                                              | 1959                                                                                              |
| Samen von…                  | Anteil an den mit gefüllten Backentaschen oder mit gefülltem Magen gefangenen Hamstern in Prozent | Anteil an den mit gefüllten Backentaschen oder mit gefülltem Magen gefangenen Hamstern in Prozent | Anteil an den mit gefüllten Backentaschen oder mit gefülltem Magen gefangenen Hamstern in Prozent | Anteil an den mit gefüllten Backentaschen oder mit gefülltem Magen gefangenen Hamstern in Prozent | Anteil an den mit gefüllten Backentaschen oder mit gefülltem Magen gefangenen Hamstern in Prozent | Anteil an den mit gefüllten Backentaschen oder mit gefülltem Magen gefangenen Hamstern in Prozent |
| Haar-Pfriemengras           | 52                                                                                                |                                                                                                   |                                                                                                   |                                                                                                   |                                                                                                   |                                                                                                   |
| wildem Lauch                | 30                                                                                                |                                                                                                   |                                                                                                   |                                                                                                   |                                                                                                   |                                                                                                   |
| Hohlzahn                    | 23                                                                                                |                                                                                                   |                                                                                                   |                                                                                                   |                                                                                                   |                                                                                                   |
| Fingerkräutern              | 23                                                                                                |                                                                                                   |                                                                                                   | 25                                                                                                | 87                                                                                                | 42                                                                                                |
| Iris ruthenica              |                                                                                                   | 40                                                                                                | 44                                                                                                | 25                                                                                                |                                                                                                   |                                                                                                   |
| Iris flavissima             |                                                                                                   | 38                                                                                                | 33                                                                                                |                                                                                                   |                                                                                                   |                                                                                                   |
| Kuhschellen                 |                                                                                                   | 30                                                                                                |                                                                                                   |                                                                                                   |                                                                                                   |                                                                                                   |
| Thermopsis                  |                                                                                                   | 28                                                                                                |                                                                                                   |                                                                                                   |                                                                                                   |                                                                                                   |
| Polygala sibirica           |                                                                                                   |                                                                                                   | 49                                                                                                |                                                                                                   |                                                                                                   |                                                                                                   |
| Kalidium sinense            |                                                                                                   |                                                                                                   | 37                                                                                                |                                                                                                   |                                                                                                   |                                                                                                   |
| Seggen                      |                                                                                                   |                                                                                                   |                                                                                                   | 40                                                                                                |                                                                                                   | 18                                                                                                |
| Salpeterkräutern            |                                                                                                   |                                                                                                   |                                                                                                   |                                                                                                   | 18                                                                                                | 42                                                                                                |
| Aneurolepidum               |                                                                                                   |                                                                                                   |                                                                                                   |                                                                                                   |                                                                                                   | 20                                                                                                |
| gesamte pflanzliche Nahrung |                                                                                                   |                                                                                                   |                                                                                                   |                                                                                                   | 97                                                                                                | 90                                                                                                |
| tierliche Nahrung           |                                                                                                   |                                                                                                   |                                                                                                   |                                                                                                   | 50                                                                                                | 50                                                                                                |

### Fressfeinde und Parasiten

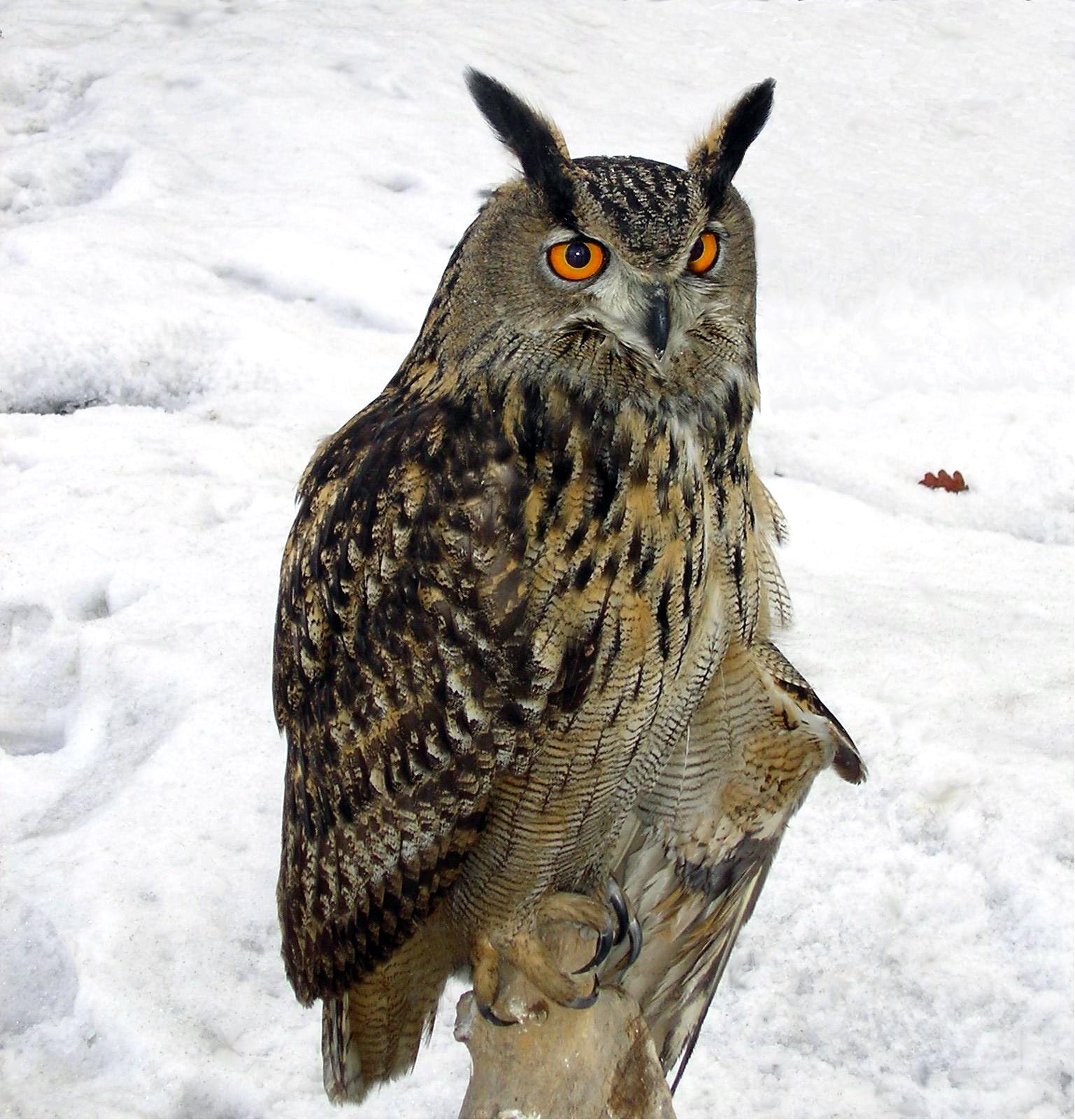
In Daurien ist der Campbell-Zwerghamster ein wichtiges Beutetier des Uhus.

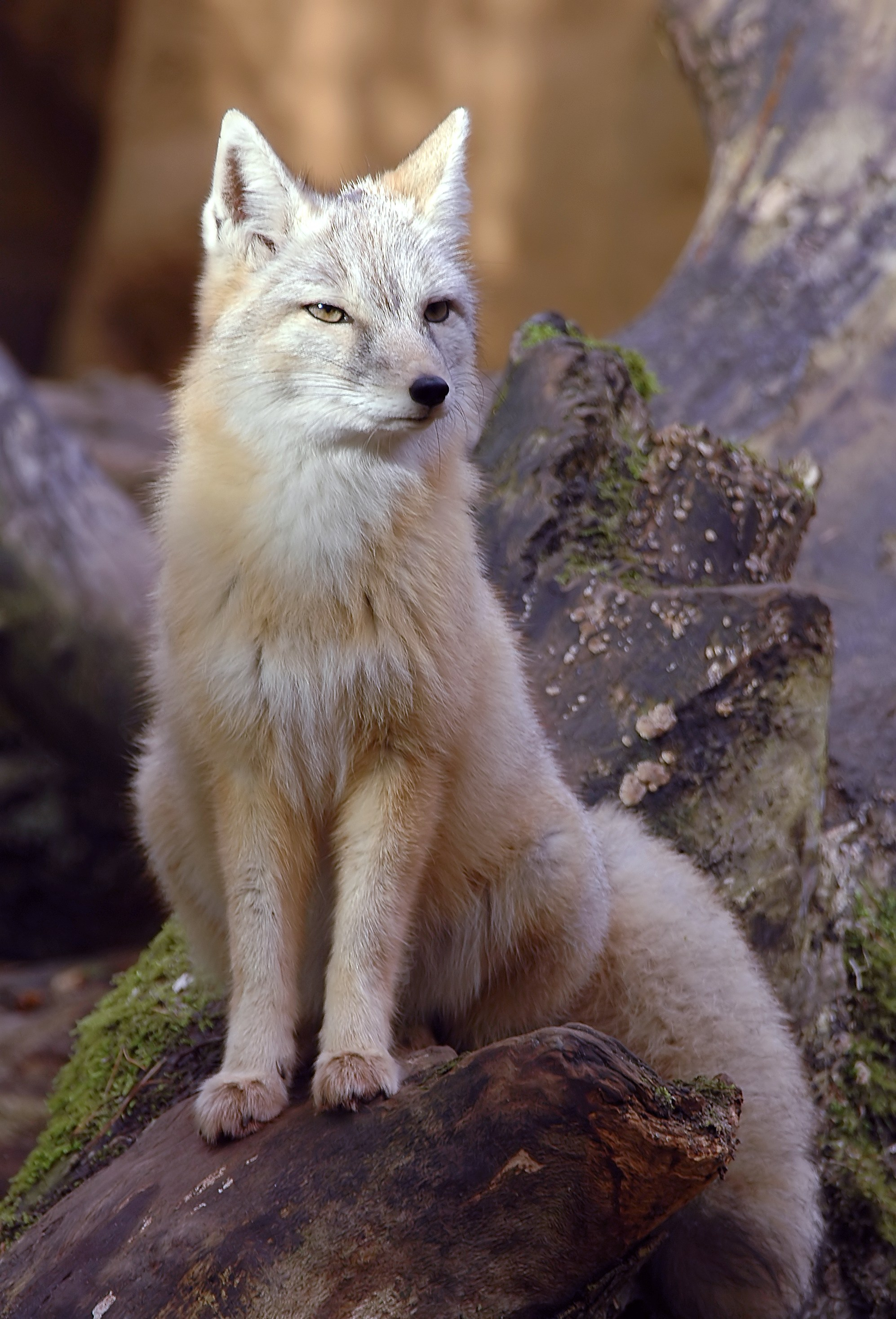
Der Steppenfuchs ist ein weiterer Fressfeind des Campbell-Zwerghamsters.

Zu den Fressfeinden des Campbell-Zwerghamsters gehören Uhu, Hochlandbussard, Steppenadler, Turmfalke, Würgfalke und Steppenfuchs.
Zu den Außenparasiten gehören die Flöhe Amphipsylla longispina, Amphipsylla anceps, Amphipsylla schelkovnikovi, Paradoxopsyllus narnyi, Wagneria tecta, Wagneria schelkovnikovi und Neopsylla. Die Außenparasiten sind nicht auf den Campbell-Zwerghamster beschränkt.
Laut Ross (1995) wurden keine Innenparasiten beschrieben.
| Fressfeind                                        | Region                     | Anteil in Gewöllen und Exkrementen in Prozent | Anteil an der gesamten Nahrung in Prozent | Rang bei der Ernährung | Quelle |
| Campbell-Zwerghamster und Daurischer Zwerghamster |                            |                                               |                                           |                        |        |
| Uhu                                               | Daurien                    | –                                             | 10,9                                      | –                      | [ 29 ] |
| Uhu                                               | östl. Tschita-Gebiet       | 12,5                                          | –                                         | 2.–3.                  | [ 30 ] |
| Uhu                                               | westl. Tschita-Gebiet      | –                                             | –                                         | –                      | [ 30 ] |
| Hochlandbussard                                   | Daurien                    | –                                             | 12,9                                      | –                      | [ 29 ] |
| Hochlandbussard                                   | östl. Tschita-Gebiet       | 1,8                                           | –                                         | 5.                     | [ 30 ] |
| Hochlandbussard                                   | westl. Tschita-Gebiet      | 3,2                                           | –                                         | 5.                     | [ 30 ] |
| Steppenadler                                      | Daurien                    | 2,0                                           | –                                         | 6.                     | [ 29 ] |
| Steppenadler                                      | östl. Tschita-Gebiet       | 0,5                                           | –                                         | 5.                     | [ 30 ] |
| Steppenadler                                      | westl. Tschita-Gebiet      | 0,4                                           | –                                         | 6.                     | [ 30 ] |
| Turmfalke                                         | Tschita-Gebiet             | –                                             | –                                         | –                      | [ 30 ] |
| Würgfalke                                         | Daurien                    | –                                             | –                                         | –                      | [ 29 ] |
| Würgfalke                                         | Tschita-Gebiet             | –                                             | –                                         | –                      | [ 30 ] |
| Campbell-Zwerghamster                             |                            |                                               |                                           |                        |        |
| Steppenfuchs                                      | Daurien im Sommer          | 1,5                                           | 7,7                                       | –                      | [ 31 ] |
| Steppenfuchs                                      | Daurien im Winter          | 2,8                                           | –                                         | –                      | [ 31 ] |
| Steppenfuchs                                      | südöstl. Daurien im Sommer | –                                             | 7,7                                       | –                      | [ 32 ] |
| Steppenfuchs                                      | südöstl. Daurien im Winter | –                                             | 2,6                                       | –                      | [ 32 ] |

## Verbreitung und Bestand

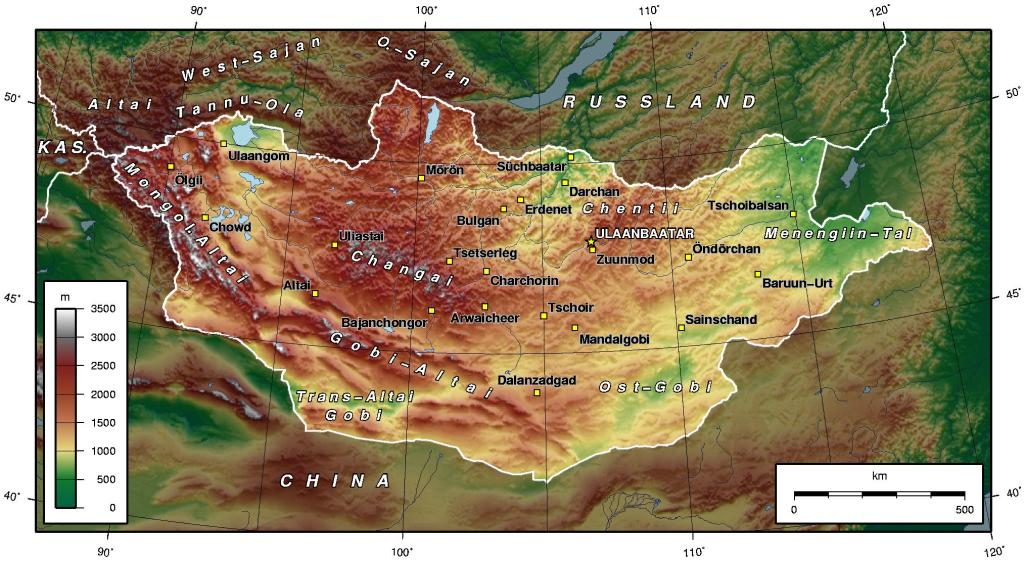
Der Campbell-Zwerghamster bewohnt die Steppen und Halbwüsten der Mongolei sowie angrenzender Gebiete in China und Sibirien.

Das Verbreitungsgebiet des Campbell-Zwerghamsters sind die Steppen und Halbwüsten der Mongolei, des nordöstlichen Chinas sowie Dauriens, Tuwas und des Altai im südlichen Sibirien. In China erstreckt sich sein Verbreitungsgebiet über die nördliche Innere Mongolei, das nördliche Hebei und angrenzende Teile Heilongjiangs sowie das westliche Xinjiang.
Die nördliche Grenze in Tuwa verläuft zwischen Chandagaity und Samagaltai entlang dem Südrand des Tannu-ola-Gebirges.
Die Weltnaturschutzorganisation IUCN stuft den Campbell-Zwerghamster als nicht gefährdet ein.

## Systematik und Nomenklatur
Der Campbell-Zwerghamster wird als Art der Phodopus-sungorus-Gruppe oder als Unterart dem Dsungarischen Zwerghamster zugeordnet.
Sokolow und Mitarbeiter (1990) unterscheiden zwei Unterarten:
- Phodopus campbelli crepidatus Hollister, 1912 im westlichen Teil des Verbreitungsgebiets und
- Phodopus campbelli campbelli (Thomas, 1905) im östlichen Teil des Verbreitungsgebiets.

Winogradow und Argiropulo (1941),
Ellerman und Morrison-Scott (1951),
Corbet (1978),
Pawlinow und Rossolimo (1987),
sowie Musser und Carleton (2005)
vereinen die beiden Formen,
Hollister (1912)
betrachtet sie als eigenständige Arten.
Das Typusexemplar des Campbell-Zwerghamsters entdeckte Charles William Campbell am 1. Juli 1902 in der nordöstlichen Mongolei oder der Inneren Mongolei. Auf ihn bezieht sich der Artzusatz und der deutsche Name.
Da das als Fundort angegebene „Shaborte“ kein geografischer Ort, sondern die mongolische Bezeichnung für einen periodisch austrocknenden See ist, ist der genaue Fundort nicht bekannt
und es werden verschiedene Koordinaten genannt
(Thomas 1905: 46° 40′ N, 114° 0′ O;
Thomas 1908: 42° 40′ N, 116° 20′ O;
Allen 1940: 42° 40′ N, 110° 0′ O.
Oldfield Thomas beschrieb das Typusexemplar 1905 als Cricetulus campbelli.
Die Population der Tschujasteppe, 13 Kilometer südlich von Kosch-Agatsch (50° 0′ N, 88° 40′ O) in der Republik Altai beschrieb Ned Hollister 1912 als Phodopus crepidatus – von lateinisch crepidatus „Sandalen tragend“. Neben dieser Population ordnete Hollister auch Cricetulus campbelli der Gattung Phodopus zu.
1917 stellte Thomas den Campbell-Zwerghamster als Typusart in die neue Gattung Cricetiscus.
A. I. Argiropulo vereinte ihn 1933 als Unterart Phodopus sungorus campbelli mit dem Dsungarischen Zwerghamster.
Die Population in Tuwa bezeichnen Orlow und Ischakowa (1974) als Phodopus sungorus tuvinicus.
Die Anforderungen an einen wissenschaftlichen Namen sind laut Pawlinow und Rossolimo (1987) mangels Beschreibung und Angabe der Autoren jedoch nicht erfüllt und sie stufen den Namen als Nomen nudum ein.

## Campbell-Zwerghamster und Mensch
Der Campbell-Zwerghamster kommt in vielen verschiedenen Farbschlägen vor. Während in Europa die Haltung des Dsungarischen Zwerghamsters in Privathaushalten sehr beliebt ist, ist in Nordamerika der Campbell-Zwerghamster viel bekannter. In deutschen Zoohandlungen ist er jedoch auch immer öfter zu finden.

## Weiterführende Informationen